# Долот, Андрей Фомич
Андрей Фомич Долот (1898 год, Киевка, Ставропольская губерния, Российская империя — 1977 год) — колхозник, Герой Социалистического Труда (1948).

## Биография
Родился в 1898 году в селе Киевка Ставропольской губернии. Участвовал в Великой Отечественной войне. После демобилизации работал старшим гуртоправом в мясном совхозе № 107 Министерства совхозов СССР в Приютненском районе Ставропольского края.
За рекордные привесы и сверхплановое получения телят был удостоен в 1948 году звания Героя Социалистического Труда.
Участвовал во Всесоюзной выставке ВДНХ, где получил серебряную и бронзовую медали.

## Память
- В Элисте на Аллее героев установлен барельеф Андрея Фомича Долота.

## Награды
- Герой Социалистического Труда — указом Президиума Верховного Совета СССР от 27 июля 1948 года.
- Орден Ленина (1948);
- Серебряная и бронзовая медали ВДНХ.

## Источник
- Республика Калмыкия/ Календарь знаменательных дат на 2008 год, стр. 102
- Долот Андрей Фомич (1898—1977): букл. // Наши земляки — Герои Социалистического Труда: компл. букл. / сост.: Г. Д. Андраева, З. Б. Очирова; ред. Е. Н. Бошева; худож. В. Я. Михин. — Элиста, 1987.